# 姪島
姪島（日语：／ Mei-jima）是日本東京都小笠原村所管轄的無人島。曾有人住在島上，後居民遷出，現為無人島。全岛属于小笠原国立公园的一部分。

## 概述
該島位於母島南崎以南約6.6公里，隔姪島海峡西南方約0.8公里為妹島，周圍環繞大大小小的岩礁。